# Teleskop Harlana J. Smitha

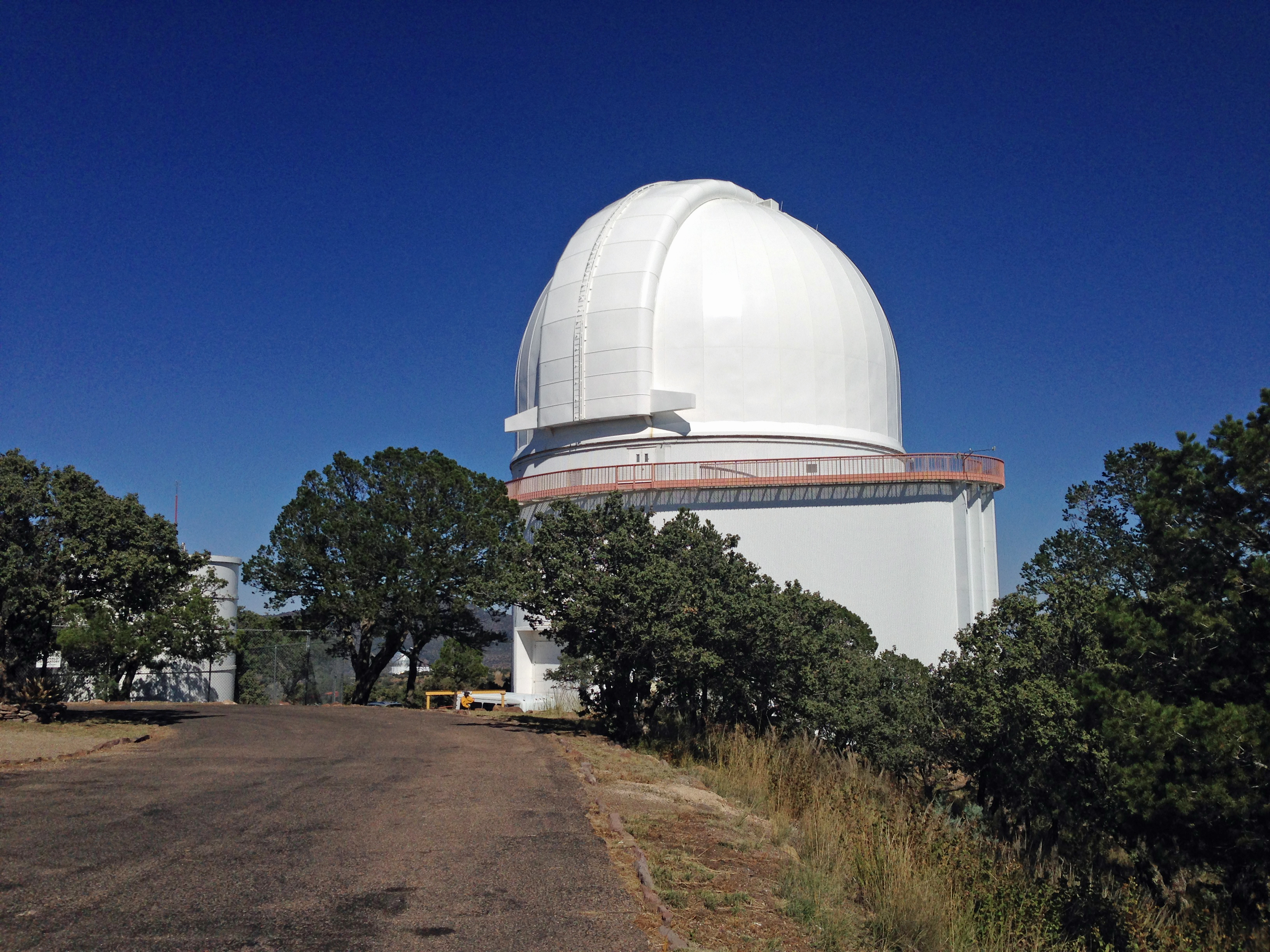
Kopuła teleskopu

Teleskop Harlana J. Smitha (ang. Harlan J. Smith Telescope) – teleskop należący do obserwatorium astronomicznego McDonald Observatory na University of Texas at Austin. Znajduje się na szczycie góry Mount Locke o wysokości 2070 m n.p.m.
107-calowy (2,72 m) teleskop został oddany do użytku w 1968 roku, przy współpracy z NASA. Jego zwierciadło było wtedy trzecim pod względem wielkości na świecie. Nazwa pochodzi od wieloletniego dyrektora obserwatorium, astronoma Harlana J. Smitha.

## Incydent z 1970 roku
W nocy z 5 na 6 lutego 1970 roku nowo zatrudniony pracownik obserwatorium, cierpiący jak się okazało na załamanie nerwowe, wszedł do wnętrza kopuły teleskopu uzbrojony w pistolet kalibru 9 mm, strzelił w kierunku swego przełożonego, a następnie oddał kilka strzałów w zwierciadło główne teleskopu, po czym próbował je jeszcze uszkodzić za pomocą młotka. Na szczęście, wbrew początkowym doniesieniom mediów, uszkodzenia zwierciadła nie okazały się duże, dziury po kulach o średnicy 3–5 cm zmniejszyły zdolność zbierania światła przez teleskop o około 1% i spowodowały niewielką dyfrakcję.